# 汽笛饅頭

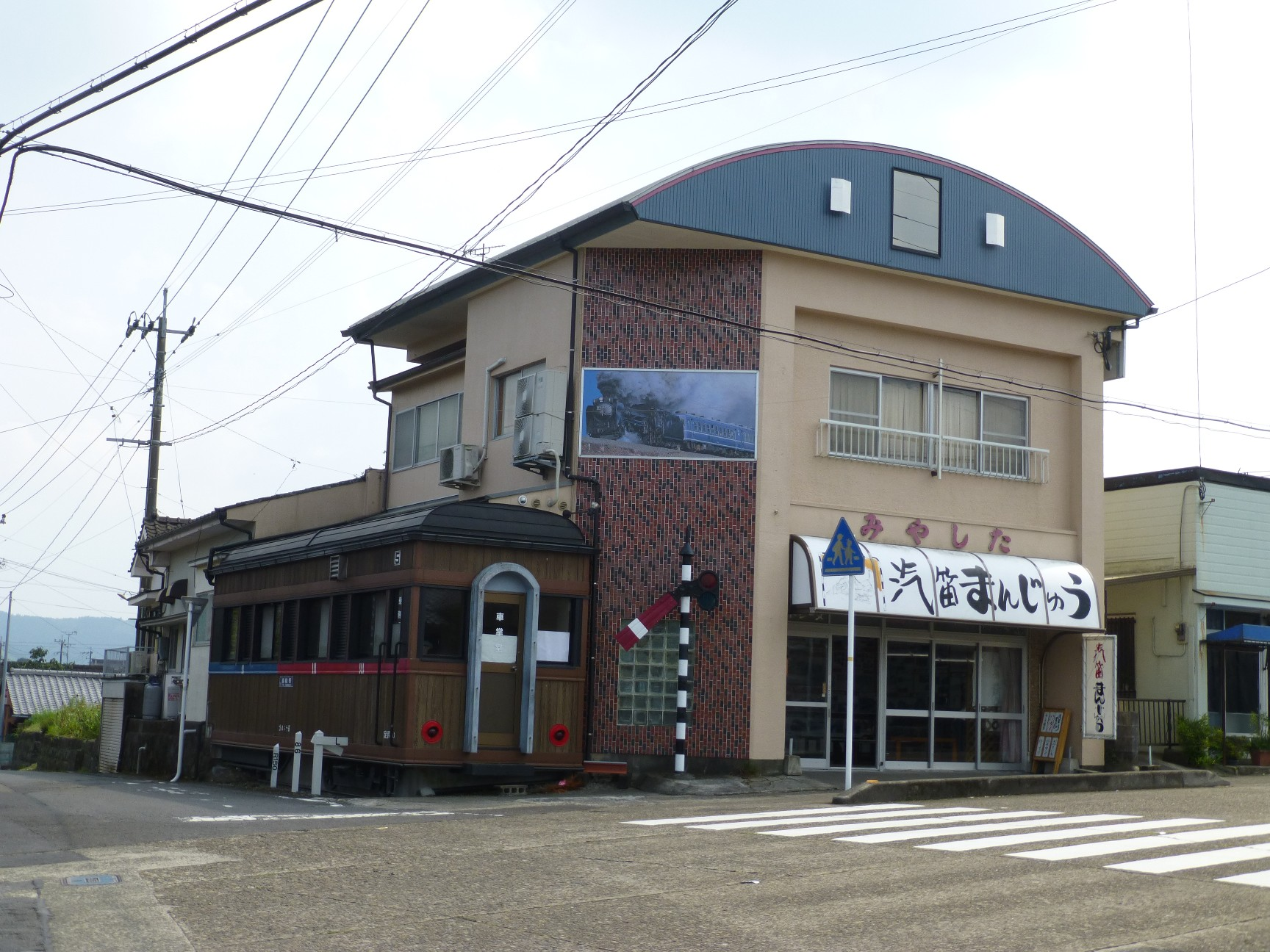
汽笛饅頭の製造元、宮下製菓（2013年撮影）

汽笛まんじゅう（きてきまんじゅう）は、鹿児島県姶良郡湧水町で製造されていた揚げまんじゅうである。九州旅客鉄道（JR九州）肥薩線の吉松駅前にあった宮下製菓が製造していた。
大正時代から昭和時代初期にかけて、吉松駅には鹿児島市方面への幹線列車が数多く停車し、駅前はとても栄えた事から、汽車の汽笛にちなんでこの名前が付けられた。その頃に通過客相手に駅弁と共に売られていたのがこの菓子で、鉄道ファンを中心に静かな人気があったが、宮下製菓は2015年5月23日に閉店した。